# Mao Hengfeng
Mao Hengfeng (毛恆風 in cinese) (9 dicembre 1961) è un'attivista cinese, che opera da molti anni in favore dei diritti delle donne e dei diritti umani nel suo Paese.
L'inizio dell'attività della Hengfeng risale al 1988, quando fu licenziata per aver violato la legge sul controllo delle nascite, rifiutandosi di abortire. Ricoverata successivamente in una clinica psichiatrica, è stata in seguito ripetutamente arrestata e anche torturata.